# Chambord, Loir-et-Cher

Chambord este o comună în departamentul Loir-et-Cher, Franța. În 1 ianuarie 2022 avea o populație de 99 de locuitori.